# Theodor Krauß
Theodor Krauß (3. listopadu 1864, Beroun – 1. října 1924) byl německý homeopat a lékař alternativní medicíny českého původu. Zabýval se elektrohomeopatií a jejím vývojem v 19. století.

## Život
Od roku 1881 se zabýval elektrohomeopatií. Roku 1883 vstoupil do elektrohoeopatického společnosti v Řezně a začal působit jako lékař v Praze. V letech 1885–186[zdroj⁠?!] spolupracoval s italským lékařem Cesarem Matteiem, zakladatelem elektrohomeopatie. Založil komisi pro rozšiřování elektrohomeopatie v Řezně a věnoval se literární činnosti. Roku 1909 obdržel titul profesora na École nationale supérieure de chimie de Lille. Je autorem homeopatických lékopisů.

## Dílo
- Blätter für Elektro-Homöopathie
- Das elektro-homöopathische ABC
- Vade Mecum der Electro Homöopathie: oder kurze Anleitung für einen Jeden, welcher sich selbst vermittelst der Electro-Homöopathie kuriren will (1898)